# さくら署の女たち
『さくら署の女たち』（さくらしょのおんなたち）は、2006年から2007年にかけてテレビ朝日系列で放送された、東映制作の刑事ドラマ。当初は同系列の「土曜ワイド劇場」で特別企画の単発ドラマとして制作・放送され、その後連続ドラマ化された。いずれも主演は高島礼子。
キャッチコピーは「ここの刑事課､女だらけ｡」

## 単発ドラマ
『土曜ワイド劇場』の2006年9月9日放送分として、土曜21:00 - 22:51（JST）に放送。サブタイトルは「5人の美人女刑事の華麗なる殺人捜査! 3つの死体に仕組まれた二重逆転トリック」。土曜ワイド劇場30周年の特別企画として、高島礼子をはじめ、とよた真帆、中村玉緒、伊東四朗、真野あずさと、土曜ワイド劇場で人気シリーズの主役を演じる5人が共演した。

### キャスト

#### 警視庁さくら警察署
倉崎冴子
演 - 高島礼子
さくら署刑事。愛称は「キバ子さん」（『冴』という字に『牙』が入っているため）。階級は巡査部長。3歳の頃に姉を事件で亡くしている（事件は未解決）。家族は夫と息子・修太がいる。通勤は自転車で、来る時も帰る時も台風のようだと千夏に表現されている。
榊美和
演 - とよた真帆
さくら署刑事。階級は巡査部長。自信満々で自分の意見を無理に通すタイプなため、夫に逃げられた過去がある。
平石和子
演 - 岡本麗
さくら署刑事。呼称は「和子さん」。息子がいる。
西原千夏
演 - 前田愛
さくら署刑事。階級は巡査。
間島圭介
演 - 半田健人
さくら署刑事。階級は巡査。職場の華的存在。
藤森ゆか
演 - 比企理恵
さくら署鑑識課員。
瀬戸浩
演 - 伊東四朗（友情出演）
さくら署刑事。冴子の姉の事件を当時担当していて、今もその犯人の行方を捜している。冴子とはその当時に会っているのだが，3歳だった彼女は覚えていない様子。職場にある筋肉トレーニング用の道具で体を鍛えている。
藤堂冬子
演 - 眞野あずさ
さくら署刑事課長。女性が多い職場になったのは、瀬戸と優秀な人材を選んでいたら、結果的にそうなっただけとの事。

#### 倉崎家
倉崎修三
演 - 小林すすむ
冴子の夫。息子が生まれた際、冴子に仕事を辞めるように言った事もあったが、彼女の熱意に押され、今では理解を示している。
倉崎菊子
演 - 中村玉緒（特別出演）
修三の母。家で書道教室「倉崎書道教室」を開いているが、年々生徒が減少していく事を気にしている。倉崎家の家事を時々代行しているも、150円〜1000円という細かな料金制である。

#### その他
- 杉本園子（美里の母） - 根本りつ子
- 香田聡（コンビニ強盗の前科者） - 遠山俊也
- 新井広和（香田の友人） - 菊池均也
- ママ - 小野寺丈
- 小沢正継（弁護士） - 羽室満
- 杉本美里（専門学校生） - 村田綾子
- 岩下登 - 木村元
- 本庄明（新井のアパートの隣人） - 林泰文
- 保育士 - 稲輪吉泰
- 山口陽子 - 三谷侑未

### スタッフ
- 脚本 - 橋本綾
- 音楽 - 村山竜二
- 監督 - 村川透
- プロデューサー - 今木清志（テレビ朝日）、関拓也（テレビ朝日）、榎本美華（東映）、若松豪（東映）
- 制作 - テレビ朝日、東映

## 連続ドラマ
『警視庁捜査ファイル さくら署の女たち』の題名で、2007年7月11日から9月13日まで、テレビ朝日系列で毎週水曜21:00 - 21:54（JST）に全9話が放送された。
最終回（第9話）のみ、当初の放送予定日であった9月12日ではなく、翌9月13日の13:59 - 14:55（JST、関東広域・中京広域・福島基準。他の地域での放送日程については後述）にて放送された。

### キャスト

#### 警視庁さくら警察署
逢沢花
演 - 高島礼子
さくら署刑事課刑事。階級は巡査部長。年齢は39歳（第2話で誕生日を迎えているシーンがある）。家族や困った人を助けたいという気持ちが強い。直観力に優れるが、熱くなり過ぎることがある。出世よりも、捜査の現場にできるだけ長くいたいと思っている。パソコンは苦手で、書く字は読みづらいと同僚に指摘されている（本人いわく、個性的でかわいい字）。料理は一切しない。
谷川真琴
演 - とよた真帆
さくら署刑事課刑事。階級は巡査部長。独身。クールで、結婚で家族に縛られるのが嫌。非番の日でも出勤して捜査資料の整理をしているため、松永から注意を受けている。
美濃部八重子
演 - はしのえみ
さくら署鑑識課主任。独身。隣にある刑事課によく出入りしている。
夏木圭輔
演 - 佐藤祐基
さくら署刑事課刑事。階級は巡査。「圭輔」と呼ばれる事が多い。似顔絵、パソコンが得意。
松永鉄哉
演 - 木村元
さくら署総務課課長。捜査過程での心配事でよく悩んでいる。
村園智明
演 - モト冬樹
さくら署刑事課刑事。階級は警部補。パソコンが苦手。
兵藤望美
演 - 岡本麗
さくら署刑事課刑事。階級は警部補。警視庁が誇るお局的存在で自称アゲマン。かつてコンビを組んだ人物は出世しているようで、コンビを組む圭輔にも早くなるようにと願っている。パソコンが苦手。
泉田涼子
演 - 眞野あずさ
さくら署刑事課刑事課･鑑識課課長。階級は警部。自らの非は非として認める大人的な部分がある。花が捜査に専念できるのは、「鼻っ柱が強いながらも、言っている事に一理ある」と彼女を認めているため。本庁の鑑識に在籍していた事がある。

#### 逢沢家
逢沢正継
演 - 小林すすむ
花の夫。逢沢家の婿で「キッチンあいざわ亭」のシェフ。花からは「マーちゃん」と呼ばれている。綾野の夫が生前の頃から、店で働いている。最近は店の調理場を任されている。
逢沢美咲
演 - 朝日梨帆
花の娘。
逢沢綾野
演 - 中村玉緒
花の母。「キッチンあいざわ亭」を経営。本来は花が店を継いで欲しいと思っていただけに不満な点もあるが、婿である正継が後を継いでくれそうなので少しは安心している。早合点だが家族思い。

#### ゲスト
第1話「殺人刑事」
- 高峰丈太郎（元刑事） - 津川雅彦
- 味平の主人 - 藤田まこと
- 田崎俊平（元チンピラ） - 阿部薫
- 大隈学（謎の青年） - 木村昇
- 嶋田（書店店主） - 田口主将

第2話「3+1=1の殺人」
- 沼袋怜（図書館司書） - 佐藤藍子
- 長坂尚登（元大学教授） - 中丸新将
- 長坂和歌子（長坂の妻） - 山口美也子
- 渡辺理佐（弁当工場勤務） - 芳賀優里亜
- 片柳節子（弁当工場勤務） - 池田昌子

第3話「空飛ぶ殺人指紋!? 娘に捧ぐ夫婦の復讐愛」
- 新田亮司（被害者の父） - 渡辺いっけい
- 新田秋子（被害者の母） - 栗田よう子
- 新田里美 - 佐野夏芽
- 寺岡由美子（スナックホステス） - 濱田万葉
- 河野順平（サッシ工場従業員） - 正名僕蔵
- 野沢文雄（雀荘店長） - 浪花勇二

第4話「女検事を殺した蘭!? 花粉のワナ」
- 堀切ナツ（東京地検第一支部公判課検事） - 東ちづる
- 加藤木忠（警視庁滝沢警察署 刑事） - 渡辺哲
- 細野秋子（東京地検第一支部公判課課長） - 石井苗子
- MC - 池崎美盤

第5話「殺人フラダンス! 花の粘液の謎と略奪愛」
- 立花佐和子（フラダンス講師） - 有森也実
- 立花俊之（フラカンパニー主宰者） - 天宮良
- 野上由利恵（フラダンサー） - 松永京子
- 北村千恵（フラダンサー） - 真由子
- 飯塚ひより
- 不二子

第6話「狙われた人妻! 火傷で死んだ刺殺体の謎」
- 瀬戸友紀子（認可外保育園園長） - 大谷直子
- 大庭剛志（ヤクザ） - 峰岸徹
- 田代紗絵（主婦） - 大和田美帆
- 伊丹誠一郎 - 河野洋一郎

第7話「疑惑のカリスマ主婦 殺人レシピ」
- 緑川奈津子（カリスマ主婦） - 川島なお美
- 緑川透（主夫） - 羽場裕一
- 山口豪（カメラマン） - デビット伊東
- 串田拓郎（山口の秘書） - 西川忠志
- 石井美和（山口の元アシスタント） - 来栖あつこ
- 杉原摩樹（奈津子の秘書） - 岳美

第8話「私が愛した殺し屋」
- 北山吾郎（探偵・元刑事） - 片岡鶴太郎
- 梶原亜矢子（梶原家長男光一郎の未亡人） - 原久美子
- 梶原公二（梶原家次男・梶原ビル計画 社長） - 春田純一
- 梶原雄三（梶原家三男・梶原ファンド 社長） - 鷲生功

最終話「謎の銃弾!! 最終標的は刑事の母」
- 増井紀代（OL） - 星野真里
- 轟陽太（弁護士） - 近藤芳正（幼少期：渡邉奏人）
- 斉藤忠雄（人材派遣会社社長） - 佐戸井けん太
- 浜坂七恵（派遣会社社員） - 松下恵
- 増井沙耶（キャバクラ勤務） - 中村知世

### スタッフ
- 原案 - 橋本綾
- 脚本 - 今井詔二、岩下悠子、櫻井武晴、坂口理子、いずみ玲、渡辺雄介、田子明弘
- 音楽 - 高木洋
- 撮影 - 木村祐一郎、笹村彰
- 編集 - 北澤良雄
- 技斗 - 二家本辰己、所博昭
- 助監督 - 菅原和利、井澤辰幸
- 製作デスク - 橋本憲
- 製作担当 - 塚本幸雄、磯崎憲一
- 演出 - 五木田亮一（5年D組）、伊藤寿浩、津崎敏喜
- 主題歌 - 風味堂「サヨナラの向こう側」（ビクターエンタテインメント）
  - 前年に同時間帯にて放送された刑事ドラマ『PS -羅生門-』の主題歌も担当。
- チーフプロデューサー - 松本基弘（テレビ朝日）
- プロデューサー - 今木清志、関拓也（テレビ朝日）・河瀬光、横塚孝弘（東映）
- 制作 - テレビ朝日、東映

### 放送日程
| 放送回 | 放送日  | サブタイトル                          | 脚本     | 監督       |
| ------ | ------- | ------------------------------------- | -------- | ---------- |
| 1      | 7月11日 | 殺人刑事                              | 今井詔二 | 五木田亮一 |
| 2      | 7月18日 | 3+1=1の殺人                           | 今井詔二 | 五木田亮一 |
| 3      | 7月25日 | 空飛ぶ殺人指紋!? 娘に捧ぐ夫婦の復讐愛 | 岩下悠子 | 伊藤寿浩   |
| 4      | 8月01日 | 女検事を殺した蘭!? 花粉のワナ         | 櫻井武晴 | 伊藤寿浩   |
| 5      | 8月08日 | 殺人フラダンス! 花の粘液の謎と略奪愛  | 坂口理子 | 津崎敏喜   |
| 6      | 8月15日 | 狙われた人妻! 火傷で死んだ刺殺体の謎  | いずみ玲 | 伊藤寿浩   |
| 7      | 8月29日 | 疑惑のカリスマ主婦 殺人レシピ         | 渡辺雄介 | 伊藤寿浩   |
| 8      | 9月05日 | 私が愛した殺し屋                      | 田子明弘 | 津崎敏喜   |
| 9      | 9月13日 | 謎の銃弾!! 最終標的は刑事の母         | 渡辺雄介 | 津崎敏喜   |

#### 関東地区以外の最終回放送日
前述の通り、通常とは放送日程が変更される形で放送された最終回（第9話）については、編成上の都合によりネット局では以下の通りの放送スケジュールとされた。
- 9月13日（13:59 - 14:55、テレビ朝日と同じ）
  - メ〜テレ（中京圏）
  - 福島放送
- 9月13日（13:55 - 14:53）
  - 朝日放送（近畿圏）
- 9月14日（10:30 - 11:25）
  - 岩手朝日テレビ
- 9月14日（14:00 - 14:55）
  - 北陸朝日放送（石川県）
  - 長崎文化放送
- 9月14日（16:00 - 16:54）
  - 愛媛朝日テレビ
- 9月15日（7:00 - 8:00）
  - 九州朝日放送（福岡県）
- 9月15日（9:30〜10:25）
  - 静岡朝日テレビ
- 9月15日（15:00 - 15:55）
  - 北海道テレビ放送
  - 長野朝日放送
- 9月17日（14:00 - 14:55）
  - 秋田朝日放送
  - 大分朝日放送
- 9月17日（15:05 - 16:00）
  - 熊本朝日放送
- 9月18日（14:00 - 14:55）
  - 新潟テレビ21
- 9月18日（15:00 - 15:55）
  - 青森朝日放送
- 9月20日（16:00 - 16:53）
  - 鹿児島放送
- 9月21日（10:50 - 11:45）
  - 山口朝日放送
- 9月21日（13:55 - 14:50）
  - 瀬戸内海放送（岡山県・香川県）
- 9月21日（15:59 - 16:54）
  - 東日本放送（宮城県）
- 9月22日（16:00 - 16:55）
  - 広島ホームテレビ
- 9月25日（9:55 - 10:50）
  - 琉球朝日放送
- 9月28日（13:55 - 14:50）
  - 山形テレビ

### 系列外の放送時間
※はテレビ朝日系列のクロスネット局
- 火曜 22:00 - 22:54
  - テレビ宮崎（日本テレビ系列・フジテレビ系列とのクロスネット局※、6日遅れ、最終回は9月18日の22:48 - 23:42にて放送）
- 水曜 25:05 - 26:00
  - 山陰中央テレビ（島根県・鳥取県）（フジテレビ系列、2007年9月6日 - 11月8日、8週遅れ）
- 土曜 22:00 - 22:54
  - 福井放送（日本テレビ系列とのクロスネット局※、3日遅れ）
    - 同局では、「水9」枠開始以前の『欽ちゃんのどこまでやるの!』以来、同時間帯でのテレビ朝日系列の水曜21時台の番組のネットを継続しており、本作品の終了から半年後には、直前の時間帯にてネットされていた木曜ドラマとも連結されるようになった。

  - 四国放送（徳島県）（日本テレビ系列、3日遅れ）
    - 同局において長年継続されていた、同時間帯での「水9」枠作品のネットは本作品が最後となり、以降は『エンタの神様』（日本テレビ系列）の同時ネットに移行した。

| テレビ朝日系列 水曜21:00 - 21:54 （水曜21時枠刑事ドラマ） | テレビ朝日系列 水曜21:00 - 21:54 （水曜21時枠刑事ドラマ）       | テレビ朝日系列 水曜21:00 - 21:54 （水曜21時枠刑事ドラマ） |
| 前番組                                                    | 番組名                                                          | 次番組                                                    |
| --------------------------------------------------------- | --------------------------------------------------------------- | --------------------------------------------------------- |
| 警視庁捜査一課9係（season2） （2007年4月25日 - 6月20日）  | 警視庁捜査ファイル さくら署の女たち （2007年7月11日 - 9月13日） | 相棒（season6） （2007年10月24日 - 2008年3月19日）        |